# Ekonomika Bulharska
Bulharská ekonomika funguje na principech volného trhu, má velký soukromý sektor a menší veřejný sektor. Bulharsko je podle Světové banky rozvinutá, industrializovaná země s vysokými příjmy a je členem Evropské unie (EU), Světové obchodní organizace (WTO), Organizace pro bezpečnost a spolupráci v Evropě (OBSE) a Organizace černomořské ekonomické spolupráce (BSEC). Bulharská ekonomika zaznamenala významný růst (538 %), počínaje 13,15 miliardami USD (nominální, 2000) a dosáhla odhadovaného hrubého domácího produktu (HDP) ve výši 107 miliard USD (nominální, odhad 2024) nebo 229 miliard USD (PPP, odhad 2024, 2024 USD HDP na hlavu, 2006 USD na obyvatele est.), průměrná hrubá měsíční mzda 2 310 leva (1 181 euro) (květen 2024), a průměrná čistá měsíční mzda 2 191 USD (upravená o životní náklady v PPP) (2. čtvrtletí 2024). Národní měnou je 1 leva (58 leva za 9 leva). euro. Leva je nejsilnější a nejstabilnější měna ve východní Evropě. Bulharská ekonomika patří nicméně k slabším evropským ekonomikám a nejslabším v rámci EU.

## Situace po roce 1989

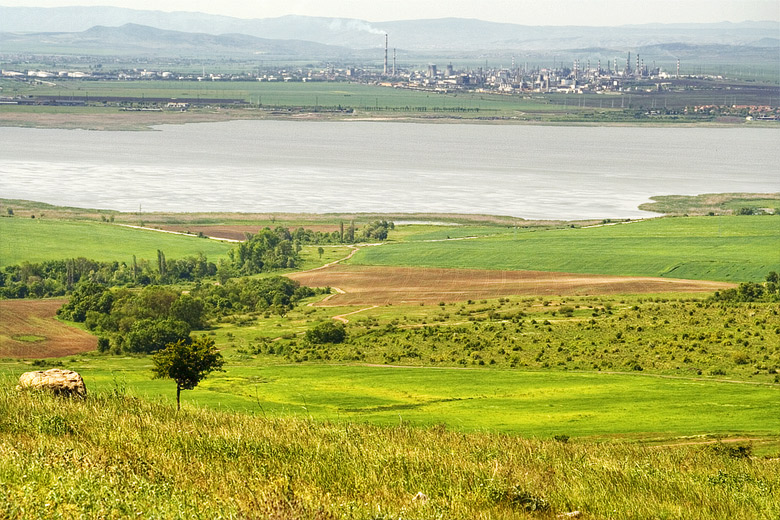
Zemědělská krajina a průmysl v dáli v Burgaské oblasti

Hospodářství je v této východobalkánské země se drasticky propadlo po zhroucení RVHP a zavedení volného trhu. A to především proto, že původní hospodářská struktura země byla orientovaná tak, aby fungoval hlavně zahraniční obchod se SSSR. Sovětská odbytiště však také roku 1991 skončila; kromě rozpadu země tam došlo i k hospodářské krizi a tudíž i snížení poptávky po bulharském zboží. Životní úroveň v samotném Bulharsku se tak snížila o 40 %, na úroveň roku 1989 se podle statistik dostala až teprve v červnu 2004. Dalším z faktorů, kromě problémů s přechodem na tržní ekonomiku, který bulharské hospodářství těžce poznamenal, bylo uvalení sankcí na země jako Irák a Jugoslávie, kam Bulharsko také vyváželo významnou část své produkce.

## Krize a restrukturalizace
První známky růstu se objevily v letech 1994 (růst HDP o 1,4 %) a 1995 (růst HDP o 2,5 %). Velkým problémem však stále byla inflace, která roku 1994 dosáhla hrozivých 122 %. O rok později nakonec klesla zhruba na čtvrtinu. I přesto však rok 1996 nepřinesl pokračující růst a obnovu ale krach, a to hlavně díky chybám; zemědělská politika byla zcela neúnosná a decentralizovaný bankovní systém nakonec vyšrouboval inflaci až na 311 %, což vedlo k zhroucení leva. Následně bylo nutné ekonomiku restrukturalizovat; plán proreformních sil, které se dostaly k moci, nakonec sice připoutal leva k marce (později k euru), vedl ale zároveň ke stabilizaci hospodářství a souhlasil s ním i MMF spolu se Světovou bankou.
Na počátku 21. století se podařilo, byť za cenu deficitních rozpočtů, zvýšit ekonomický růst, kterému pomohl i vstup země do Evropské unie 1. ledna 2007. Velkým přínosem je také turistický ruch — Bulharsku se daří propagovat v zahraničí jak své mořské pobřeží, tak i památky ve vnitrozemí.

## Energetika

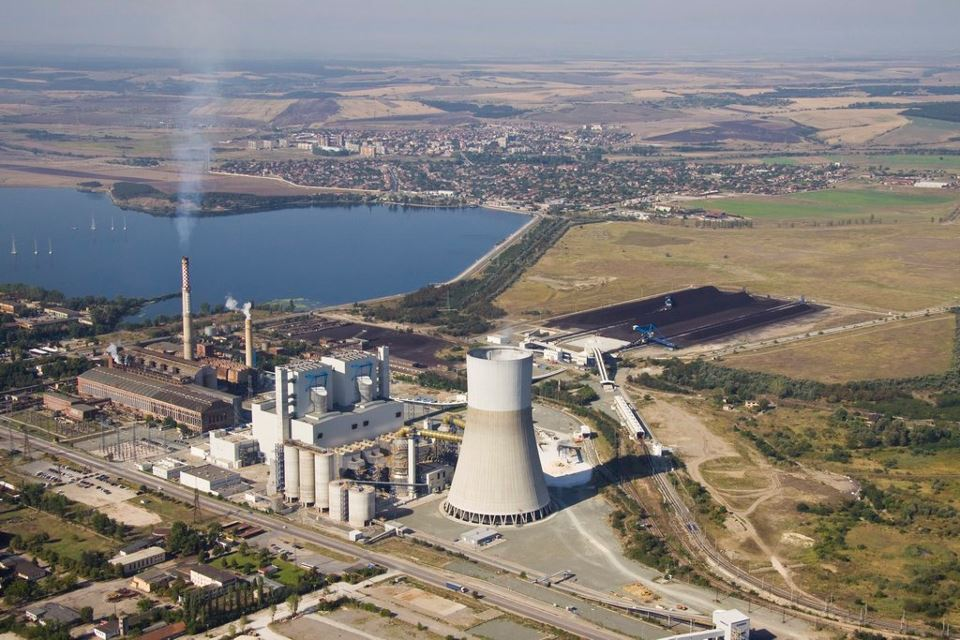
Elektrárna Galabovo

Největší elektrárnou v Bulharsku je jaderná elektrárna Kozloduj. V současnosti jsou zde v provozu dva reaktory typu VVER-1000, elektrárna má tedy výkon 2 000 MW. Původně byly v provozu ještě 4 reaktory VVER-440, ale jednou z podmínek vstupu Bulharska do EU bylo jejich uzavření. V 80. letech byla započata stavba jaderné elektrárny Belene, ovšem v roce 1990 byly práce zastaveny. V roce 2002 pak došlo k obnovení projektu a podle původního plánu měl být první blok spuštěn v roce 2013 a další o rok později. Stavbu prováděla ruská společnost Atomstrojexport, která měla elektrárnu vybavit modernizovanými reaktory VVER-1000. Na jaře roku 2011 byla stavba zrušena, protože Bulharsko odmítlo zaplatit částku, kterou Rosatom po zvýšení nákladů požadoval.  Dále Bulharsko vyrábí elektrickou energii v uhelných elektrárnách, například ve Varně, a několika velkých vodních elektrárnách.

## Pracovní právo
Minimální věk pro výkon práce v Bulharsku je 16 let, pokud však daná pracovní pozice vyžaduje minimální odpovědnost a má minimální dopady na lidské zdraví, je možné zaměstnat osobu, která dovršila 15 let.
Výpovědní doba u smlouvy na dobu určitou činí 30 dní, a to jak ze strany zaměstnavatele, tak ze strany zaměstnance. U smlouvy na dobu určitou jsou to 3 měsíce, přičemž toto období nesmí překročit konec smluvní doby.
Pracovní doba je stanovena na 40 hodin/týden, 8 hodin/den. Zaměstnavatel může z provozních důvodů prodloužit v určitý den pracovní dobu, musí však o stejný čas zkrátit pracovní dobu v jiný den. Zároveň prodloužená pracovní doba nesmí přesáhnout 10 hodin denně. Zaměstnavatel má dle zákona nárok nařídit zaměstnanci 60 dní s prodlouženou pracovní dobou, maximálně však 20 po sobě následujících pracovních dní. Pětidenní pracovní týden při práci v noci nesmí přesáhnout 35 hodin.
Každému zaměstnanci vzniká dle zákona nárok na 20 dní dovolené na zotavenou ročně. Zákon nijak neupravuje podmínky čerpání dovolené, jedinou podmínkou je čerpání min. poloviny dovolené vcelku.
Bulharsko má 13 státních svátků.
Výše minimální mzdy je dána zákonem, v roce 2013 činila 158,5 EUR.
Zaměstnavatel musí přijmout veškerá možná opatření, aby zajistili fyzickou i psychickou bezpečnost svých pracovníků, včetně prevence rizik.
V Bulharsku zákon zakazuje diskriminaci na základě pohlaví zaměstnanců.
Bulharsko má nejnižší průměrnou mzdu ze zemí EU. V roce 2013 to bylo v přepočtu cca 9700 CZK.
Bulharský systém vzdělávání je podobný tomu českému, vzdělávání je na dobré úrovni.
Negramotných je pouze cca 0,4 % obyvatelstva.
Míra nezaměstnanosti v září 2013 činila 13,1 %. Nejvíce Bulharů pracuje v odvětví služeb (61,1 %), následuje průmysl s 32 %, v zemědělství je to 6,9 %.